# Tomáš Wiesner
Tomáš Wiesner (Praga, 17 luglio 1997) è un calciatore ceco, centrocampista o difensore svincolato.

## Caratteristiche tecniche
È un esterno destro.

## Carriera

### Club
Ha giocato nella prima divisione ceca.

### Nazionale
Il 9 ottobre 2017 ha esordito con la nazionale Under-21 ceca disputando il match di qualificazione per gli Europei Under-21 2019 perso 5-1 contro la Croazia.

## Palmarès

### Club

#### Competizioni nazionali
- Campionato ceco: 2

Sparta Praga: 2022-2023, 2023-2024
- Coppa della Repubblica Ceca: 1

Sparta Praga: 2023-2024